# Politisk filosofi
Politisk filosofi är det filosofiska studiet av grundläggande frågor kring stat, styrelseskick, politik, frihet, jämlikhet, rättvisa, egendom, rättigheter, samt lagar och upprätthållandet av dem, vad de är samt varför och om de behövs.
Ämnet har alltid varit en viktig del av filosofin. Stora bidrag har givets av kända filosofer genom historien som till exempel Platon, Aristoteles, Machiavelli, Immanuel Kant, John Locke, Thomas Hobbes, Karl Marx och Hegel. Ämnet kan sägas ha sin begynnelse hos Platon med hans verk Staten men Aristoteles var den förste att avgränsa politisk filosofi som ett enskilt ämne som skulle studeras i hans egen skola, Lykeion. Ämnet har i den analytiska traditionen utvecklats under 1900-talet från ett försummat ämne under den logiska positivismens höjdpunkt till att vara ett av de viktigaste delområdena av filosofin. 
Politisk filosofi skiljer sig från andra akademiska discipliner främst genom sitt normativa angreppssätt. I ämnet statsvetenskap studeras praktisk politik antingen på ett rent beskrivande eller på ett normativt sätt. Den normativa statsvetenskapliga teorin, hos exempelvis Theda Skocpol eller Robert Putnam, är mer inriktad på konkreta frågeställningar och dessas lösningar än den politiska filosofin, som i stället sysslar med abstrakta begrepp och frågor. Till den politiska filosofin hör även frågor som anknyter till nutidsskeenden, som Giorgio Agambens kritik av hur begreppet undantagstillstånd har skiftat.

## Historisk översikt
Det enskilt mest betydande politisk-filosofiska verket under antiken var Platons Staten. Där beskriver han i dialogform sin egen samhälleliga utopi med de tre samhällsklasserna filosofikungarna (som styr), väktarna och arbetarna. Denna diktatoriska utopi var baserad på och härledd ur hans filosofiska syn på människans natur. Eftersom en moralisk människa är en vars fakulteter är i balans och harmoni är detsamma sant för samhället i stort, menade han.
De bland de mer intressanta bidragen medeltiden givit till den politiska filosofin är Augustinus teori om goda och onda stater som han presenterade i boken Om gudsstaten och Thomas av Aquinos tankar om Den naturliga staten. Under renässansen fick emellertid den sekulariserade politiska filosofin en pånyttfödelse efter medeltidens religiöst präglade samhällsidéer.
Under upplysningstiden talade filosofer om hur den fria individen skulle leva i ett gott och rättvist samhälle. Tänkare såsom John Locke, Thomas Hobbes och Rousseau diskuterade naturtillståndet och försökte rättfärdiga sina samhällsformer genom idén om ett samhällskontrakt som lyfte oss ur det. Edmund Burke argumenterade för det felaktiga i de idéer som kulminerade i och med franska revolutionen och hävdade det sundare i den amerikanska revolutionen utifrån en konservativ utgångspunkt.
Under 1800-talet växte socialismen fram, dels som en arbetarrörelse men även som ett akademiskt projekt av filosofer som Karl Marx och Friedrich Engels. Det som skulle komma att kallas för klassisk liberalism utvecklades också, främst av John Stuart Mill som dock byggde vidare på en längre tradition än den modernt socialistiska.
John Rawls verk En teori om rättvisa från 1971 anses ha återuppväckt den slumrande politiska filosofin i den analytiska traditionen och brukar vanligen ses som ett bemötande av utilitarismen. I boken försökte Rawls tillgodose våra intuitioner och uppfattningar om begreppet "rättvisa". Efter några år kom också reaktioner och kritik på Rawls teori från exempelvis Robert Nozick som i sin Anarki, stat och utopi presenterade en mer radikal syn på samhället som inspirerats av bl.a. Lockes naturrättsteori. Under 1980-talet växte även den analytiska marxismen fram med företrädare som Gerald Cohen.

## Klassiska traditioner

### Liberalism
Kännetecknande för klassisk liberalism är betonandet av individens frihet, främst genom tilldelning av individuella rättigheter och lika möjligheter. Lika möjligheter tolkas exempelvis ofta som alla individers likhet inför lagen. Ofta hänger, i samband med den rent politiska liberala synen, också idéer som marknadsekonomins och den därtill sammanhängande privata äganderättens överlägsenhet över andra ekonomiska system. Liberalismen har sina starkaste rötter från upplysningen.

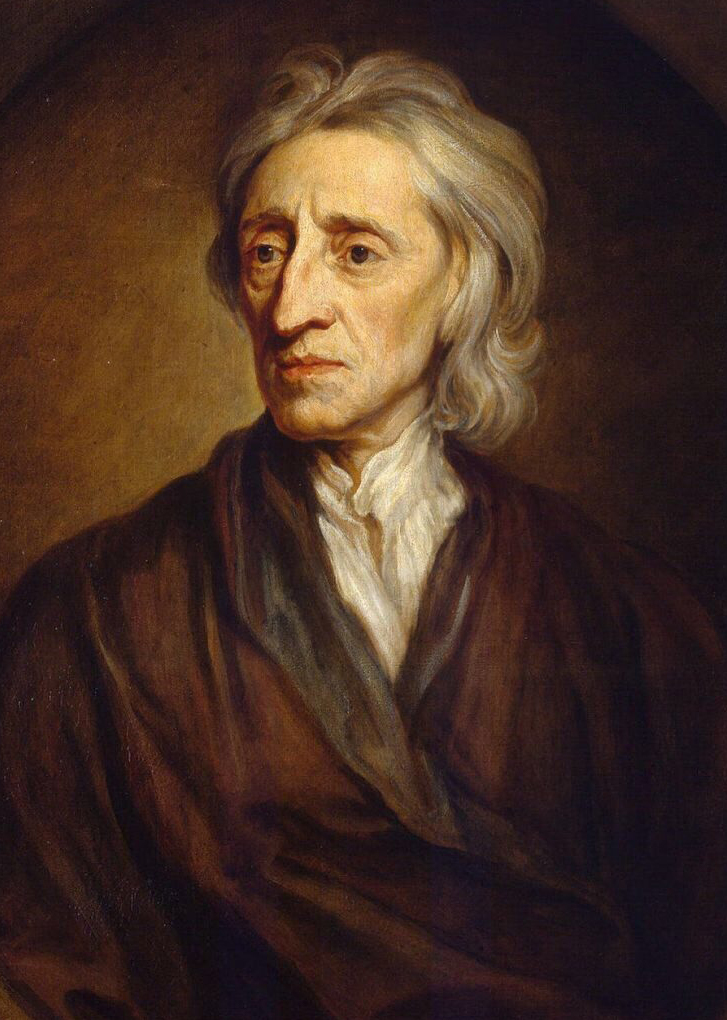
John Locke (1632-1704)

1600-talsfilosofen och kontraktualisten John Locke betraktas ofta som grundaren av den liberala ideologin. Liberalismen under Lockes tid var till stor del en motsättning till den förhärskande synen på de styrandes gudsgivna rätt att styra, merkantilism och religiös ortodoxi. Liberalerna hade sitt fotfäste i den framväxande humanismen och betonade individens naturliga frihet och självbestämmanderätt.
Den mest betydelsefulla liberala tänkaren efter Locke var 1800-talsfilosofen John Stuart Mill som 1859 skrev sitt huvudverk Om frihet. Mill sökte att rättfärdiga liberalismen genom utilitaristiska resonemang och anses vara socialliberalismens fader.
En modern politisk filosof som har byggt vidare på det socialliberala arvet är John Rawls (1921-2002). Denne formulerade sin berömda differensprincip i sitt huvudverk Om rättvisa från 1971. Principen innebär i korthet att ojämlikheter i samhället är rättfärdigade endast om de gynnar de sämst ställda. Rawls ansåg även att alla individer i samhället bör tilldelas en mängd absoluta rättigheter. Dessa två principer, differensprincipen och rättigheterna, utgör sammanfattat Rawls syn på hur samhället bör se ut. Ett av flera argument som Rawls anförde till sin teoris försvar är argumentet om okunnighetens slöja. Rawls ber en att tänka sig en ursprungssituation där alla människor befinner sig bakom en slöja som döljer ens samhälleliga status och personliga egenskaper. Det mest rationella för människor i en sådan situation vid val av samhällstyp är enligt Rawls hans egen, eftersom ingen människa vill riskera att hamna på en av de "dåliga platserna" som en mer ojämlik uppdelning skulle medföra.

### Konservatism
Konservatismen (från latinets conservare, bevara) betonar samhällets komplexitet och intar en försiktig hållning till radikala förändringar. Konservatismens målsättning är att upprätthålla ordningen i samhället och att värna om kulturen. En av traditionens förgrundsgestalter är irländaren Edmund Burke.

### Marxism
Marxismen har under 1800- och 1900-talet varit den dominerande politiska skolan på vänsterkanten. Den utgår från Karl Marx teorier men tolkningen av dessa skiljer sig åt; därför kan "marxism" endast fungera som en paraplybeteckning för en rad olika socialistiska traditioner med det gemensamma att de utgår från Marx. En skiljefråga har bland andra varit synen på rättvisa. Enligt vissa marxister är själva fenomenet rättvisa endast ett botemedel för misförhållanden som uppstår i samhället, och enligt dessa är begreppet rättvisa överflödigt i ett socialistiskt samhälle. Andra marxister betonar det orättvisa med dagens samhälle och hävdar att det socialistiska samhället skulle vara mer rättvist, exempelvis på grund av avskaffandet av den exploatering och alienation som finns i dagens samhällen. Denna riktning accepterar alltså begreppet rättvisa. Det de båda riktningarna har gemensamt är strävan efter att avskaffa privategendomen och socialisera produktionsmedlen, och därmed också avskaffa de klasser som människor idag är uppdelade i.
Den politisk-filosofiska diskussionen kring marxismen inom den analytiska traditionen har till stor del förts av företrädare för den analytiska marxismen. Annars har marxismen i stort sett varit ett kontinentalfilosofiskt fenomen.

### Totalitarism

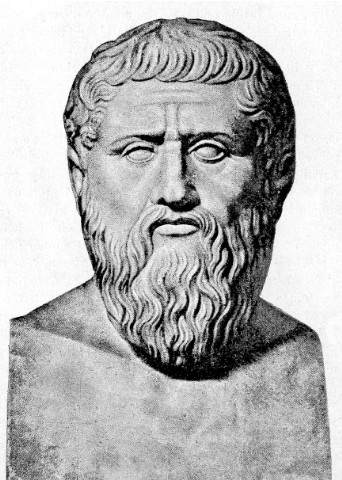
Byst föreställande Platon.

Totalitarism är ett samlande begrepp för politiska idéer och system som förespråkar en centraliserad och absolut makt utan hänsyn till mänskliga rättigheter.
Några totalitära strömningar är absolut monarki, fascism, nazism, stalinism, maoism och även teokratiska statsideologier inom vissa religioner (till exempel grupper grupperingar som förespråkar sharialagar).
Platon kan genom sitt verk Staten ses som en av de första förespråkarna för ett totalitärt styrt samhälle. Staten (Polit'eia) är ett av Platons huvudarbeten, en dialog omfattande tio böcker, i vilken författaren med utgångspunkt från en undersökning av rättskaffenhetens begrepp och på grundvalen av sin filosofiska livsåskådning framställer sin ryktbara lära om idealstaten. Platon tillhörde en av de aristokratiska atenska släkter som politiskt skjutits åt sidan i och med det demokratiska genombrottet i mitten av 400-talet. Avskyn för demokratin och dragningen till olika slag av elitism och auktoritärt styre, om än utövat av rättrådiga män (Väktarrådet, bestående av filosofer), var ett ledmotiv i Platons politiska tänkande.
I staten visar Platon genom Sokrates på den mänskliga tendensen till korruption genom makt och visar hur olika styrelsesätt, bland annat demokrati, leder till stora problem. Istället menar Platon att staten ska styras av filosofkungar som genomgått särskild träning för uppgiften. En betydande del av dialogen handlar om hur filosofkungarna ska tränas för att rätt vara rustade för att med statens bästa för ögonen styra staten. Genom träning i dialektik skulle filosofkungarna vara tränade att se in idévärlden. Idévärlden är enligt Platon den sanna verkligheten och sinnevärlden, alltså den värld människan kan uppfatta med våra sinnen, är bara är en skugga eller en blek kopia av idévärlden. Idévärlden kan exemplifieras i att alla vet hur en cirkel ser ut, men att en handritad cirkel aldrig kan bli helt perfekt, detta kan bara inträffa i idévärlden, och den handritade cirkeln blir bara en kopia av idévärldens perfekta cirkel, idévärlden förklaras kanske bäst genom den kända grottliknelsen.
Genom att ge filosofkungarna den speciella träningen, genom att de har ett slags kunskapsföreträde gentemot de andra i samhället genom dialektiken och genom den organisation de har för att inte falla för frestelsen att tänka på sig själva försöker Platon rättfärdiga en totalitär stat där filosofkungar regerar. Många har blivit bländade av Platon genom de århundraden som följt. Med liknande resonemang har man hittat olika sätt att rättfärdiga en totalitär stat, ibland har utbildning och intelligens sett som ett företräde, ibland ras eller härkomst, i andra fall har den rätta revolutionära andan räknats ledarna till godo. Ofta har man på något sätt förklarat varför inte den stora massan har kompetens att vara med och bestämma över sina egna liv, tanken har varit att massan inte vet sitt eget bästa. I andra fall har det varit ren realpolitik där man helt enkelt vill regera utan att ge någon tydligt intellektuell förklaring, nazism och fascism har ofta på det sättet en mer antiintellektuell hållning.
Bland filosofer som opponerade sig mot Platons syn på Staten bör nämnas Zenon från Kition, 300–200-talet f.Kr., stoicismens grundare, i sitt verk Republiken som har nämnts i samband med den frihetliga socialismens idéhistoria. I modern tid har den kanske starkaste kritiken mot Platons idéer om en totalitär stat givits av Karl Popper i boken Det öppna samhället och dess fiender som är en kritik och uppgörelse med Platon, Hegel och Marx.

## Moderna perspektiv

### Libertarianism
Libertarianism är en politisk ideologi som av vissa ses som en radikalisering av den klassiska liberalismen, även om andra väljer att betrakta det som en helt fristående ideologi. Enligt libertarianismen har alla människor absolut äganderätt över både sig själva och sin egendom. Den mest kända företrädaren för libertarianism i modern tid är filosofen Robert Nozick som 1974 publicerade sitt huvudverk Anarki, stat och utopi. Nozick menade att en rättfärdig fördelning av resurser helt enkelt är vilken som helst som uppstår ur frivilliga avtal. Centralt för denna uppfattning är begreppet självägarskap som innebär att man menar att varje individ har en absolut och okränkbar rätt till den egna kroppen och därmed även alla förmågor och produkter skapade av denna kropp eller förmåga. Detta är gemensamt för både högerlibertarianismen och vänsterlibertarianismen.
Den grundläggande skillnaden mellan högerlibertarianism och vänsterlibertarianism ligger snarare i synen på resten av världen, det vill säga allt som inte utgörs av ett självägande subjekt. Medan högerlibertarianer menar att världen från början inte ägdes av någon, menar vänsterlibertarianer att världen ursprungligen ägdes gemensamt. Detta innebär att högerlibertarianerna menar att det är tillåtet att tillskansa sig en oproportioneligt stor del av tillgångarna i världen, så länge detta inte inkräktar på någon annans rätt till självägarskap. Vänsterliberatarianerna menar dock att varje krav på äganderätt över någon del av de gemensamma tillgångarna kräver kompensation till de andra i någon form. Detta gör att vänsterlibertarianer kan acceptera en större stat än högerlibertarianer, eftersom man menar att statens funktioner även kan innefatta rättvis omfördelning av resurser.

### Feminism
Feminismen utgör i flera avseenden en kritik av det traditionella sättet att bedriva politisk filosofi på. Trots feminismens divergens finns vissa gemensamma drag bland de olika riktningarna. Många feminister hävdar att den politiska arenan har dominerats av manligt tänkande och typiskt manliga rättvisebegrepp.

### Kommunitarianism
Kommunitarianism kallas en grupp relaterade men distinkta filosofiska teorier, härstammandes från sent 1900-tal, vilka motsätter sig radikal individualism och liknande fenomen, medan man betonar det civila samhället. Kommunitarism som ord användes första gången på 1840-talet av Goodwyn Barmby som beteckning för personer som förespråkade kommunalism. Den moderna innebörden av ordet härrör från 1900-talet. Grovt sett kan kommunitarismen indelas i följande två kategorier:

#### Filosofisk kommunitarism
Filosofisk teori som ställer sig emot liberalismen vilken de anser vara en ontologiskt och epistemologiskt självmotsägelse. Istället för att fokusera individen, framhåller de det civila samhället såsom det som format individen. Kommunitaristerna menar att den liberala teorin om rättvisa inte förstått vikten av samhället. Kommunitarismen inom filosofin uppstod som respons på John Rawls En teori om rättvisa, och kritiserade hans atomiska syn på människan som en individ. För kommunitarerna blir människan en individ genom att förhålla sig till de värden och trosuppfattningar som finns i dess samhälle och kollektiv. Även människor som tar avstånd från dessa värden och föreställningar, gör detta på grundvalar som är befästa i det samhället, menar kommunitarerna.
Till de främsta kommunitarerna räknas bland andra Michael Sandel, Charles Taylor, Alasdair MacIntyre, Michael Walzer, och Christos Yannaras.

#### Ideologisk kommunitarism
Denna sortens kommunitarism är en radikal mittenideologi som ger emfas på samhället, och ofta kännetecknas av att stå till vänster i ekonomiska frågor och höger i sociala. Den ideologiska kommunitarismen bygger till stor del på Robert Putnams bok Den ensamme bowlaren i vilken han resonerar omkring begreppet socialt kapital.
Det har visat sig problematiskt att applicera höger-vänsterskalan på kommunitarismen. Såväl vissa tänkare och grupper i den politiska högern som motsvarande i den politiska vänstern har visat intresse för kommunitära tankegångar.
Kommunitarianismen har mycket gemensamt med den kristdemokratiska rörelsens personalistiska människosyn och behovet av gemensamma värderingar i ett samhälle för att det ska fungera. Den förknippas även med tredje vägen.
Fastän kommunitarismen kan sägas vara en tankeströmning som personer i många politiska partier tagit till sig av, har även rena kommunitaristiska rörelser bildats, som The Communitarian Network av Amitai Etzioni (1993).

## Centrala problem

### Rättfärdigandet av staten
Att på ett tillfredsställande vis rättfärdiga staten har varit och är en viktig uppgift för samtliga politiska filosofer med undantag för anarkisterna, som Peter Kropotkin (1842-1921) och Michail Bakunin (1814-1876), samt marxister såsom Karl Marx (1818-1883) och Friedrich Engels (1820-1895) i spetsen.

#### Samhällskontraktet
Ett vanligt sätt att försöka legitimera statens makt är genom diverse kontraktsteorier; man försöker visa att medborgarna i staten på något vis har gett sitt samtycke till staten, ett samtycke som kallas kontrakt. Samtycket har förklarats olika av olika filosofer. Ett vanligt sätt att förklara samtycket är genom begreppet implicit samtycke. En medborgare godtar implicit staten vid åtnjutande av dess fördelar som sjukvård och infrastruktur. Denna syn har dock kritiserats av bl.a. David Hume (1711-1776) genom hänvisning till de extrema svårigheterna med att undvika att åtnjuta statens fördelar. Att flytta till en annan stat är sällan ett rimligt alternativ, dessutom behöver även den nya staten legitimeras. Thomas Hobbes (1588-1679) anger att i naturtillståndet är all form av mänskligt samarbete omöjlig, och människor befinner sig i en ständig kamp för sin överlevnad. För att kunna överleva tvingades människorna sluta ett samhällskontrakt, genom vilket de överlämnade sin (naturliga) beslutanderätt till staten mot att den skyddade deras liv och egendom. John Rawls (1921-2002) förespråkar en typ av samhällskontrakt som utjämnar förutsättningarna för medborgarna, och menade att om människorna skulle vara placerade under en 'okunnighetens slöja' när de valde, då skulle de välja ett socialliberalt samhällskontrakt för att i tänkta situationen maximera sitt välstånd och minimera risken för att själva att leva ett odrägligt liv.

#### Naturrätten
Olika varianter av den Lockeska naturrätten har använts av liberala rättighetsteoretiker och anhängare av det negativa frihetsbegreppet för att argumentera för kraftiga begränsningar av statens makt. Den libertarianske filosofen Robert Nozick sammanfattade sin ståndpunkt som så: "individer har rättigheter, och det finns handlingar som ingen får utföra mot dem (utan att bryta mot dessa rättigheter). Dessa rättigheter är så starka och vittgående att de reser frågan vad, om något, som staten och dess tjänstemän får göra".
Naturrättsteoretiker av diverse slag brukar således förespråka någon typ av nattväktarstat då denna bäst tillgodoser individens rätt till frihet och egendom.

#### Utilitarismen
Även om utilitarismen historiskt sett främst varit en moralisk teori, har den också använts i politisk-filosofiska resonemang, exempelvis i rättfärdigandet av staten. Bland de utilitarister som haft störst inflytande på modern politisk filosofi återfinns bl.a. John Stuart Mill. Mill var en av socialliberalismens upphovsmän som i sina texter "Utilitarism" och "Om frihet" utvecklade skälen för yttrandefriheten och för begränsningen av handlingens frihet endast om och när andra genom handlingen skulle lida skada.

### Demokrati
Demokratins innebörd, åtråvärdhet och önskad utformning har diskuteras flitigt inom den politiska filosofin. Den första filosofen som tog upp frågan var Platon, som avvisade tanken på ett folkstyrt samhälle. Hans främsta argument var att en stat är som ett skepp; det måste styras av den mest kunniga och det urartar om alla vill styra lika mycket. Platon menade att samhället bör styras av en filosofisk elit som skulle genomgå en utbildning som inte avslutades förrän runt 50-årsåldern.
Tanken på ett demokratiskt styrt samhälle fick sin verkliga genomslagskraft under 1600- och 1700-talen och manifesterades bl.a. i folkliga revolutioner som Franska revolutionen och Amerikanska revolutionen.
Utöver den kanske mest centrala frågan om det önskvärda med demokrati, råder det också delade meningar om vilken sorts demokrati som är att föredra. Motsättningar finns ofta mellan förespråkare för direkt demokrati och representativ demokrati. Den franske filosofen Jean-Jacques Rousseau (1712-1778) var en viktig föregångare till senare förespråkare för direkt demokrati. Han utvecklade en teori om ett samhälle vars lagar stiftades av folket genom omröstningar men som utfördes av en slags politisk aristokrati. En viktig faktor för att denna typ av demokrati skulle vara möjlig var enligt Rousseau att folket utbildades och därmed fick sin egen vilja att samstämma med allmänviljan. Den senare beskrivs som det som ligger i folkets sanna intresse.
En betydande förespråkare för representativ demokrati var britten John Stuart Mill (1806-1873). Mill betonade det viktiga med frihet, däribland yttrandefrihet. 

### Fördelning av resurser
En central fråga inom den politiska filosofin är vilken fördelning av resurser som är rättvis, alternativt mest rättvis. En grundläggande fråga som vissa anser lägger grunden till vilken fördelning som är rättvis, är frågan om privategendomens berättigande. Redan under antiken hade Platon och Aristoteles olika syn på vilket som var att föredra: privategendom eller kollektivt ägande.

#### Locke och privategendom
En senare försvarare av det förra, privategendomen, var John Locke. Locke försökte i Two Treatises on Government (1690) bevisa att det var rättvist att människor tog allmänt ägda eller oägda resurser till sin privata ägo, under vissa förutsättningar. Han ger en rad argument för detta. För det första hävdar han att det vore mot Guds vilja att människor inte tog för sig av naturens resurser. Gud har ju skapat oss människor på jorden och att låta bli att överleva vore att förolämpa honom. För att man ska få ta av det allmänna behöver dock två villkor vara uppfyllda; dels att man inte tar mer än man har behov av och dels att man lämnar kvar tillräckligt mycket åt andra människor. För det andra hävdar Locke att eftersom man äger sin egen arbetskraft, och vid arbete blandar sin arbetskraft med objekt, så äger man objektet med vilket man arbetat.
Lockes argument har dock blivit utsatta för kritik. Vissa menar exempelvis att det första argumentet, om man över huvud taget accepterar Gud som någon att ta hänsyn till, endast kan rättfärdiga tillägnandet av viss föda som nötter och bär, och inte land som det ju i första hand är frågan om. Robert Nozick har kritiserat Lockes andra argument. Om det verkligen vore så att man har äganderätt till det som man blandar någonting som man äger med, då skulle man kunna ta en burk tomatsås och hälla ut i havet och hävda äganderätt av havet. Man har ju då trots allt blandat sin egendom med ett objekt. Locke har dock ett annat argument som hjälper honom att undkomma den kritiken. Han menar att det speciella med egendomen arbetskraft, till skillnad från exempelvis burken med tomatsås, är att den kan skapa nytt värde. När man blandar sin arbetskraft med ett stycke jord så ökar värdet på jorden. Därför har man rätt till jorden men inte till havet i exemplet ovan. Det argumentet har dock också blivit kritiserat. Kritikerna menar att argumentet kanske berättigar ägande av det nya värdet som tillkommer jordens ursprungliga värde. Men att hävda att man äger själva jorden, och inte bara dess frukter, är att gå för långt.

#### Rawls och differensprincipen
Socialliberaler såsom Rawls förespråkar ofta någon form av rättvis fördelning samtidigt som de är för att alla personer har rätt till ett så vidsträckt system av friheter som möjligt, så länge dessa inte inkräktar på någon annans friheter dvs. I "En teori om rättvisa" gör han gällande att ett rättvist samhälle är ett där ojämlikheterna är till gagn för dem som har det sämst ställt. En strävan efter jämlikhet får alltså inte leda till att de sämst ställda får det ännu sämre, vilket han anser skulle vara fallet om alla ekonomiska resurser fördelades jämlikt till alla. Han anser också att alla yrken och ställningar skall vara öppna för alla människor att söka. Diskriminering är ej tillåtet. Hans argument vilar tungt på påståendet att vi inte har full rätt till förmånerna vi får genom våra talanger eftersom vi inte förtjänat våra talanger.

#### Leninistisk fördelning
En fråga som traditionellt har legat nära privategendomens berättigande är den om kapitalism kontra ett nytt ekonomiskt system. Privategendom är en förutsättning för Kapitalism men att marknad kan existera utan privategendom. 
Den mest betydande traditionen som argumenterat för planekonomi som ekonomiskt system är Leninism. En stor del av argumentationen har bestått i argument mot marknadsekonomi i sin kapitalistiska form. Man har kritiserat exploateringen av arbetarna, på grundval av kritiken i kapitalet, ses som en nödvändig komponent i kapitalismen; den alienerande effekten, förtingliande, respektive det slöseri av resurser som oundvikligen sker under överproduktionskriser. Andra traditioner, exempelvis utilitarismen, har varit mer splittrade då grundtanken kan kombineras både med marknads- och såväl som planekonomi. Det har ofta framförts argument för kapitalism på grund av friheten som man inte anser att kommandoekonomi inte kan leva upp till.